# Arrakel Sjuneci

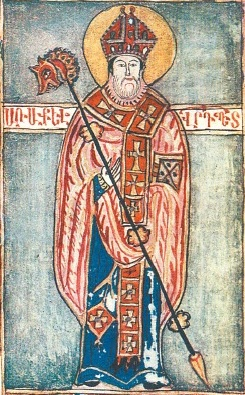

Arrakel Sjuneci (ok. 1350-1425) – poeta i uczony ormiański. O jego życiu niewiele wiadomo. Urodził się w Wajoc-Dzorze. Był krewnym i uczniem myśliciela Grikora Tatewacego, który był rektorem uczelni w Tatewie. Prawdopodobnie Sjuneci był wykładowcą gramatyki i muzyki. Został następcą Tatewacego na stanowisku rektora. Pozostały po nim dzieła filozoficzne i gramatyczne. Napisał między innymi Księgę Adamową, mowy i kazania. Na język polski przełożone zostały przez Jana Czopika wiersze Płacz nad niechybnym końcem, wędrówką duszy i jej walką ze złymi duchami i O wspaniałości prarodziców i raju. Utwory te zostały zamieszczone w antologii Poezja armeńska pod redakcją Andrzeja Szymańskiego i Piotra Kuncewicza.